# Robert Laliberté
Pour l’article homonyme, voir Laliberté.
Robert Laliberté est un photographe québécois, reconnu entre autres pour ses nus masculins.

## Carrière
Originaire de Québec, Robert Laliberté vit et travaille à Montréal. S’il est surtout reconnu pour savoir saisir la beauté et la vigueur masculine par des photographies d’un érotisme stylisé et évocateur, il a également orienté sa caméra à plusieurs reprises en direction de vieillards, hommes et femmes, rendus au crépuscule de la vie. 
C’est au cours d’un séjour en Floride et en Californie au début des années 1970 que Robert Laliberté développe un intérêt pour la photographie. Cet intérêt s'est rapidement transformé en passion lorsqu’il a découvert le travail de la photographe américaine Diane Arbus, dont les photos de marginaux ont inspiré et inspirent encore de nombreux artistes. De retour au Québec, il s'installe à Montréal et s’inscrit dans une école de photographie, convaincu que cet art de la lumière deviendra sa forme d’expression. À l’obtention de son diplôme, en 1977, il amorce sa prolifique carrière comme photographe.  

### Nus masculins
À partir de juin 1987, il met son talent au service du mensuel Fugues, pour lequel il signe plus de 140 couvertures au cours des ans. Ses photos sont aussi publiées dans d'autres publications québécoises et internationales. (RG, Sortie, Mandate, Blue, Manner Aktuell, etc.) Ses photos de nus masculins, qui évoquent les œuvres de Herb Ritts et Robert Mapplethorpe, l'ont fait connaître au Canada et à l'étranger. Il est considéré comme un important acteur de l'émergence d'une culture gaie montréalaise. Son travail comme photographe et directeur artistique des magasins PRIAPE de 1990 à 2007 vient consolider sa réputation de «photographe-phare» de la communauté gaie de Montréal.    

### Technique et émotion
La précision technique lui importe moins que l'esthétisme et l'émotion que l'on peut retrouver dans l'image réalisée. «Je ne suis pas un maniaque de la technique, dit-il. Elle n’est qu’un moyen qui me permet de créer. C’est loin d’être une fin en soi. Pour moi, c’est l’émotion qui prime. Le plus important, c’est la prise des photos, puis le travail en chambre noire. Une fois la photo encadrée et accrochée au mur, elle ne m’appartient plus. Généralement, à cette étape, je pense au projet suivant.»
Laliberté est venu au numérique au début des années 2000 et s’est rapidement aperçu qu’il y avait beaucoup moins de contraintes qu’il le pensait. «Je n’aurais pas pu aller aussi loin avec la photographie traditionnelle, comme la superposition ou le fondu des formes; je pense que la technologie m’a séduit plus que je ne m'y attendais»

### Autres thèmes
Robert Laliberté a également travaillé comme photographe de plateau dans le milieu théâtral québécois de 1984 à 2004. Il a aussi été directeur adjoint de la galerie d'art contemporain Beaux-arts des Amériques de 2012 à 2022. Au cours de sa carrière il a exploré plusieurs autres thèmes, comme le portrait, la photographie éditoriale et, une de ses passions, la photographie de rue. 

### Expositions et prix
Laliberté a présenté plus de 20 expositions solos et a participé à de nombreuses expositions de groupe. Il a reçu le prix Arc-en-ciel pour la culture en 2002. La même année, l'Écomusée du fier monde de Montréal lui a consacré une exposition rétrospective de sa carrière

## Musées et collections publiques
- Musée national des beaux-arts du Québec[6]
- Ville de Montréal, Montréal,     QC
- Ville de Verdun, Verdun, QC
- Université de Sherbrooke, Sherbrooke, QC
- Fondation de l’Hôpital Maisonneuve-Rosemont, Montréal, QC
- Les petits frères, Montréal, QC
- Los hermanos del Anciano, Acapulco, Mexique
- Éditions Nitram, Montréal, QC